# Odds-Strategie
Die Odds-Strategie (abgeleitet von Odds) bzw. der Bruss-Algorithmus oder die Bruss-Strategie (nach dem Entwickler des Verfahrens F. Thomas Bruss) ist ein mathematisches Verfahren aus der Entscheidungstheorie, mit dem man mit großer Wahrscheinlichkeit eine optimale „Gelegenheit“ aus einer Folge von Ereignissen auswählen kann. Der Algorithmus zur Berechnung der Strategie ist außerdem selbst optimal.
Die Strategie kann angewendet werden, wenn eine zeitliche Abfolge von unabhängigen Ereignissen vorliegt, von denen einige als „Gelegenheiten“ gelten, und bei Eintreten einer Gelegenheit nicht bekannt ist, ob später noch eine andere oder bessere Gelegenheit folgt. Ein Beispiel ist die Situation eines Gebrauchtwagenhändlers oder Immobilienmaklers, der bei Vorliegen eines Kaufangebots nicht weiß, ob später ein weiterer Kaufinteressent ein besseres Angebot macht. Jedes bessere Angebot ist dann ein interessantes Ereignis (Gelegenheit), und das letzte interessante Ereignis, das man im Voraus nicht kennt, stellt das beste Angebot dar. Ein spezieller Fall  für die Anwendung der Odds-Strategie ist das Sekretärinnenproblem, in dem der bzw. die beste Kandidat/Kandidatin ausgewählt werden soll.
Die Odds-Strategie ist in mehreren Bereichen anwendbar, da sie beliebige Definitionen für „Gelegenheit“ bzw. „interessante Ereignisse“ zulässt und damit die Optimierung recht allgemeiner Zielfunktionen ermöglicht. So zum Beispiel ist es bei klinischen Versuchen aus ethischen Gründen optimal zu „stoppen“, wenn in einer Versuchsreihe einer festen Anzahl sequentiell zu behandelnder Patienten mit maximaler Wahrscheinlichkeit der letzte Behandlungserfolg verzeichnet wurde. Hier ist jede erfolgreiche Behandlung eine Gelegenheit. Gelegenheiten werden nicht qualitativ verglichen, doch mit der letzten Gelegenheit sind alle Erfolge erreicht, so dass allen weiteren Patienten die Behandlung erspart werden kann (siehe z. B. „Compassionate use“ und (Bruss,  2005).)

## Definitionen
Um die Odds-Strategie anwenden zu können, muss die Realität mathematisch modelliert werden. Dazu wird eine Folge von {\displaystyle n} Ereignissen angenommen, zum Beispiel könnte jedes Ereignis ein Kaufangebot sein. Die Ereignisse werden mit dem Index {\displaystyle k} von {\displaystyle 1} bis {\displaystyle n} durchnummeriert: {\displaystyle E_{1},E_{2},\dots ,E_{k},\dots ,E_{n}}. Jedes Ereignis {\displaystyle E_{k}} ist mit einer bestimmten Wahrscheinlichkeit {\displaystyle p_{k}} eine „Gelegenheit“.
Wenn {\displaystyle p_{k}} die Wahrscheinlichkeit dafür ist, dass {\displaystyle E_{k}} die gesuchte Gelegenheit ist, dann ist
{\displaystyle q_{k}=1-p_{k}}
die Wahrscheinlichkeit dafür, dass sie es nicht ist. Ihren Namen hat die Strategie vom Quotienten
{\displaystyle r_{k}={\frac {p_{k}}{q_{k}}},}
der englisch Odds genannt wird.

## Algorithmus
Die Strategie besteht darin, ab einem bestimmten Index {\displaystyle s}, dem sogenannten „Stoppindex“, die erste Gelegenheit wahrzunehmen, die besser ist als alle bisherigen Gelegenheiten.
Der Stoppindex {\displaystyle s} wird bestimmt, indem die Odds rückwärts aufgeschrieben werden: {\displaystyle r_{n}}, {\displaystyle r_{n-1}}, {\displaystyle r_{n-2}} usw. Dabei werden sie aufsummiert, und zwar solange, bis die Summe 1 erreicht oder übertroffen wird. Man definiert dazu die Summe
{\displaystyle R_{k}=\sum _{i=k}^{n}r_{i}}
und dasjenige {\displaystyle k}, bei dem der Wert dieser Summe erstmals den Wert 1 erreicht oder übertrifft, bildet den Stoppindex {\displaystyle s}.

## Erfolgswahrscheinlichkeit
Die Odds-Strategie ist optimal unter der Vorgabe, von allen Gelegenheiten mit der höchsten Wahrscheinlichkeit die letzte Gelegenheit zu wählen. In der Anwendung wird dabei unter Gelegenheit oft ein Ereignis verstanden, das nach einem Kriterium besser als alle vorherigen Ereignisse ist, zum Beispiel ein besseres Angebot als alle vorgehenden Angebote. In diesem Kontext wählt die Odds-Strategie im Vergleich zu anderen Strategien das beste Angebot mit höchster Wahrscheinlichkeit.
Die Erfolgswahrscheinlichkeit für die Odds-Strategie, also die Wahrscheinlichkeit dafür, dass die letzte beziehungsweise beste Gelegenheit genutzt wird, ist: {\displaystyle W=R_{s}\cdot Q_{s}}. Hierbei ist
{\displaystyle R_{s}=\sum _{i=s}^{n}r_{i}}
die Summe der Odds und
{\displaystyle Q_{s}=\prod _{i=s}^{n}q_{i}}
die Wahrscheinlichkeit, dass unter den in Frage kommenden Ereignissen keine Gelegenheit ist.

## Beispiele

### Sekretärinnenproblem
| {\displaystyle k} | {\displaystyle p_{k}} | {\displaystyle q_{k}} | {\displaystyle r_{k}} | {\displaystyle R_{k}} |
| ----------------- | --------------------- | --------------------- | --------------------- | --------------------- |
| 16                | 0,0625                | 0,9375                | 0,0667                | 0,0667                |
| 15                | 0,0667                | 0,9333                | 0,0714                | 0,1381                |
| 14                | 0,0714                | 0,9286                | 0,0769                | 0,2150                |
| 13                | 0,0769                | 0,9231                | 0,0833                | 0,2984                |
| 12                | 0,0833                | 0,9167                | 0,0909                | 0,3893                |
| 11                | 0,0909                | 0,9091                | 0,1000                | 0,4893                |
| 10                | 0,1000                | 0,9000                | 0,1111                | 0,6004                |
| 9                 | 0,1111                | 0,8889                | 0,1250                | 0,7254                |
| 8                 | 0,1250                | 0,8750                | 0,1429                | 0,8682                |
| 7                 | 0,1429                | 0,8571                | 0,1667                | 1,0349                |

Angenommen, der Gebrauchtwagenverkäufer weiß, dass sich in einem Monat durchschnittlich 16 Kunden für ein Auto interessieren, und er möchte natürlich demjenigen Kunden verkaufen, der den höchsten Preis bietet. Ein Ereignis ist für den Gebrauchtwagenhändler also dann eine „Gelegenheit“, wenn es besser ist als alle vorherigen.
Für das erste Angebot gilt das mit Sicherheit, also ist {\displaystyle p_{1}=1}. Für das zweite Angebot ist {\displaystyle p_{2}={\tfrac {1}{2}}}, wenn jede Ankunftsreihenfolge als gleich wahrscheinlich vorausgesetzt wird, allgemein gilt dann {\displaystyle p_{k}={\tfrac {1}{k}}}. Daraus folgt {\displaystyle q_{k}={\tfrac {k-1}{k}}} und {\displaystyle r_{k}={\tfrac {p_{k}}{q_{k}}}={\tfrac {1}{k-1}}}.
Da der Gebrauchtwagenhändler durchschnittlich 16 Kunden pro Monat hat, ist {\displaystyle n=16}. Die nebenstehende Tabelle zeigt, dass der Stoppindex {\displaystyle s=7} ist, weil bei {\displaystyle k=7} die Summe {\displaystyle \textstyle R_{k}=\sum _{i=k}^{n}r_{i}} der rückwärts aufsummierten Odds den Wert 1 erstmals erreicht bzw. überschreitet. Der Gebrauchtwagenhändler muss also bis zum siebten Angebot warten, und dann das erste annehmen, das besser ist als alle vorherigen.
Die Erfolgswahrscheinlichkeit ist {\displaystyle W=R_{s}\cdot Q_{s}=1{,}0349\cdot 0{,}3750=0{,}3881}, also zirka 39 %. Mit anderen Worten: Der Gebrauchtwagenhändler verkauft das Auto in 39 % aller Fälle zum besten Preis.

### Verallgemeinerungen
Das vorherige Beispiel ist das „Sekretärinnenproblem“. Die Lösung ist weniger interessant, sobald der Gebrauchtwagenhändler Zusatzinformationen besitzt. Hier zeigt sich der Vorteil der allgemeinen Definition der {\displaystyle r_{k}={\tfrac {p_{k}}{q_{k}}}} in der Odds-Strategie. Nehmen wir als einfaches Beispiel an, der Gebrauchtwagenhändler kenne drei der letzten potentiellen Kunden und glaube aus Erfahrung zu wissen, dass jeder dieser drei den bisherigen Höchstpreis unabhängig voneinander mit der Wahrscheinlichkeit {\displaystyle p} überbietet. Wenn {\displaystyle p} mindestens den Wert {\displaystyle {\tfrac {1}{4}}} besitzt (bzw. die entsprechenden {\displaystyle r_{k}} mindestens den Wert {\displaystyle {\tfrac {1}{3}}}), so zeigt nun die Odds-Strategie, dass es optimal ist, zumindest auf eine weitere Angebotserhöhung zu setzen. Verallgemeinerungen für eine unbekannte Anzahl von potentiellen Kunden sind ebenfalls möglich mittels einer Integralversion (Bruss, 2000) der Odds-Strategie.